# Aguilar de Campos
Aguilar de Campos là một đô thị ở tỉnh Valladolid, Castile và León, Tây Ban Nha. Theo cuộc điều tra dân số năm 2004 của (INE), đô thị này có dân số 337 người.
Đô thị này có diện tích 49,7 km2, dân số năm 2007 ước 313 người. Aguilar de Campos nằm ở độ cao 752 m, cách tỉnh lỵ Valladolid 61 km. Mã số bưu chính là 47814, số đầu điện thoại là 983.